# Klobása

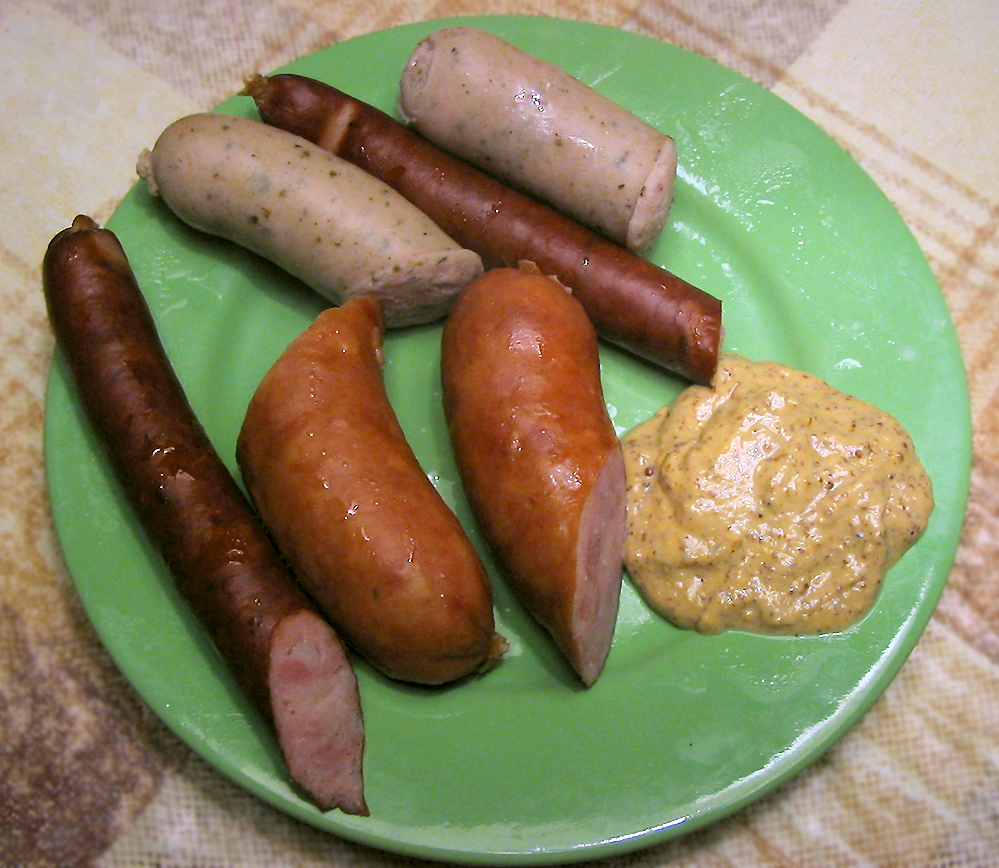
Různé druhy klobás

Klobása je uzenina z mletého masa, většinou tvrdé konzistence, pikantní, kořeněná a trvanlivá. Dá se konzumovat za studena, většinou se ale ohřívá v horké vodě (případně v páře) nebo se opéká na grilu. Obecně platí, že čím je klobása tvrdší, tím je lepší a trvanlivější. Měkčí se většinou vaří, tvrdé (kvalitnější a dražší) se mohou jíst v menším množství i zastudena. Klobásy se konzumují zpravidla s pečivem, jako je chléb nebo houska. Jako příloha se obvykle podávají křen, hořčice nebo kečup.

## Historie
Výroba klobás je známa od starověku, vyráběli ji starověcí Sumerové, Číňané, Řekové, Římané a další národy. Potravina byla vyráběna zejména z důvodu trvanlivosti, což umožňovalo její dlouhodobější skladování. O této potravině psal např. i Homér ve své Odyseji, dramatik Epicharmus nazval jednu ze svých divadelních her Klobása. Klobásy byly známy od nepaměti i v českých zemích, jednak se na venkově vyráběly podomácku, jednak je vyráběli ve městech uzenáři, kteří byli od 13. století v témže cechu s řezníky. Maso se konzervovalo nejen uzením, ale i sušením. V mnoha domácnostech se zejména v zimním období udí klobásy podle tradičních receptur dodnes.

## Kontrola kvality
Kvalita klobás i ostatních uzenářských výrobků byla vždy pečlivě hlídána, za šizení výrobků docházelo už od středověku až k drastickým trestům. Na konci 19. století byl vydán Rakouský potravinářský kodex, který platil v českých zemích s obměnami až do roku 1948, kdy byl nahrazen státními normami. Všechny tyto předpisy a normy zakazovaly přidávat do masných výrobků jakékoli cizorodé látky s výjimkou soli, koření, vody v povoleném množství při nastřikování solí, vitamínů či minerálních látek. Počátkem 90. let 20. století však byly tyto normy zrušeny a na českém trhu se začaly objevovat výrobky deklarované jako párky či klobásy, které však obsahují různé náhražky, jako je drůbeží separát, škrob, rostlinné bílkoviny, mouka, zahušťovadla, apod.